# Верхнеорельский сельский совет (Харьковская область)
Верхнеоре́льский се́льский сове́т — входит в состав Первомайского района Харьковской области Украины.
Административный центр сельского совета находится в селе Верхняя Орелька.

## История
- 1918 — дата образования.

## Населённые пункты совета
- село Верхняя Орелька